# 페테르 페카리크
페테르 페카리크(Peter Pekarik)는 헤르타 BSC와 슬로바키아 대표팀에서 뛰는 슬로바키아의 축구 선수이다.

## 수상
MŠK 질리나
- 슬로바키아 수페르리가: 2006–07[1]
- 슬로바키아 슈퍼컵: 2007

VfL 볼프스부르크
- 분데스리가: 2008–09[1]

헤르타 BSC
- 2. 분데스리가: 2012–13[1]

슬로바키아
- 킹스컵: 2018[2][3]

## 같이 보기
- A매치 100경기 이상 출전한 축구 선수 명단